# Rowing Australia
Rowing Australia (Remo en Australia) es el órgano de gobierno dedicado al remo en Australia.
Fundada en 1925, es la única organización reconocida por la Federación Internacional de Remo (del francés Fédération Internationale des Sociétés d’Aviron), la Australian Sports Commission y por el Comité Olímpico Australiano para regular las actividades de remo dentro de Australia y en el resto del mundo.

## Historia
Rowing Australia se estableció el 1 de mayo de 1925 como la Australian Amateur Rowing Council, el 15 de noviembre de 1982 se volvió una corporación y fue entonces que en 1984 cambió su nombre por Australian Rowing Council Inc. El 2 de marzo de 1996, Australian Rowing Council Inc se convirtió en Rowing Australia Inc, finalmente en enero de 2007 dejó de ser una corporación y se convirtió en una empresa pública y al mismo tiempo cambió su nombre por Rowing Australia Ldt.
Anteriormente, el remo australiano estaba representado por la State Associations. La primera solicitud para la State Association fue hecha por Nueva Gales del Sur en 1887, donde se solicitaba autorización para mandar tripulaciones combinadas, es decir que fueran conformadas por representantes de todas las colonias para competir en Inglaterra. En 1909, durante una conferencia, fue propuesta la formación de la Australian Amateur Rowing Council, sin embargo esta propuesta fracasó. La creación de Rowing Australia fue consecuencia del Campeonato Intercolonial y del Campeonato Interestatal.

## Miembros
Rowing Australia tiene poco más de 15,000 miembros activos, desde niños hasta jóvenes universitarios y veteranos. Opera en siete estados con más de 185 escuelas y 156 clubs de remo.

## Competencias
Rowing Australia es el encargado de seleccionar a los equipos representativos de Australia en los Juegos Olímpicos, en el Campeonato Mundial de Remo, Campeonato Mundial de Remo Sub-23 y en el Campeonato Mundial de Remo Juvenil. También organiza regatas a nivel nacional como:
- Australian Rowing Championships ( Campeonato Australiano de Remo)
- Australian Masters Championships (Campeonato Australiano de Veteranos)
- Youth Cup (Copa Juvenil)
- Australian Youth Olympic Festival.[3] (Festival Olímpico Juvenil Australiano)